# Dierlijk magnetisme

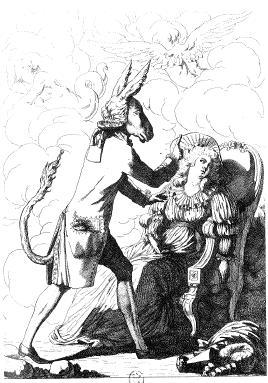
Genezen van hoofdpijn met behulp van dierlijk magnetisme op een 18e-eeuwse spotprent

Dierlijk magnetisme was een vermeende kracht die alle levende wezens zouden bezitten. Franz Anton Mesmer introduceerde dit idee in 1775 en het bleef zo'n 75 jaar invloedrijk.
In zijn proefschrift De planetarum influxu in corpus humanum uit 1766 had Mesmer al voorgesteld dat de wederzijdse zwaartekracht van de planeten wordt uitgeoefend via een fijn golvende vloeistof. In 1774 hoorde hij van het geneeskundige werk van Maximilian Hell die met magneten een genezende werking op dierlijke en menselijke organismen zou hebben weten te bereiken. Na enkele experimenten kwam Mesmer tot de conclusie dat de genezingen niet door de magneten, maar door zijn eigen fysieke invloed werden veroorzaakt. In Sendschreiben an einen auswärtigen Arzt über die Magnetkur en Sendschreiben über die Magnetkur uit 1775 legde hij dit dierlijke magnetisme voor aan deskundigen en het grote publiek. In 1777 mislukte een behandeling bij Maria Theresia von Paradis en in 1779 publiceerde hij Abhandlung über die Entdeckung des tierischen Magnetismus.
Door medewerking van Nicolas Bergasse wist de methode grote bekendheid te vergaren en in 1784 zag de Franse regering zich genoodzaakt een onderzoek in te stellen. Deze wist geen verband tussen methode en genezing vast te stellen.
Abbé Faria borduurde verder op het werk van Mesmer met hypnose, maar wist dat suggestie een belangrijke rol speelde.